# Množično zunanje izvajanje
Crowdsourcing je vrsta aktivnosti, pri katerih sodeluje množica ljudi z namenom reševanja širšega problema. Vsak posameznik z različnimi znanji prispeva manjši del, skupek del pa predstavlja dolgoročno korist za celotno skupnost. Problem vsebuje spremenljive kompleksnosti, ki jih mora množica upoštevati. Crowdsourcing se ukvarja s štirimi nalogami, med katere sodijo, kako zaposliti ljudi, kakšen je lahko njihov doprinos, kako združiti vse prispevke in kako se lotiti zlorab, ki lahko pri tem nastanejo.
V glavnem se crowdsourcing pojavlja na spletu, uveljavil pa se je tudi v poslovnem svetu kot eden od možnih poslovnih modelov za podjetja. Razlikuje se od klasičnega outsourcinga, saj prenese funkcijo v zunanje izvajanje nedoločeni mreži ljudi. Med najbolj znane se uvrščajo sistemi Threadless, iStockphoto, Wikipedija, Linux ipd.

## Definicije
Zaradi nejasno določenih mej pojava crowdsourcinga, obstaja veliko podobnih dejavnosti, ki jih štejejo pod crowsourcing, četudi to niso. Posledično se širijo tudi opredelitve oz. definicije crowdsourcinga v znanstveni literaturi. Različni avtorji podajajo različne definicije crowdsourcing-a  glede na njihove posebnosti, vendar se s tem izgublja celostna slika izraza crowdsourcing. Enrique Estellés -Arolas in Fernando González Ladrón-de-Guevara sta v svoji študiji ugotovila, da obstaja več kot 40 definicij crowdsourcinga.
- Crowdsourcing je s splošnega vidika sistem, sestavljen iz množice ljudi, ki sodelujejo na spletu, z namenom reševanja široko zastavljenega problema, ki je dolgoročno koristen za celotno skupnost.[2] V zadnjem desetletju so se na spletu pojavili sistemi, kot so Threadless, iStockphoto, InnoCentivein pa tudi Wikipedija, Linux, Yahoo!Answers in podobni.[3] Crowdsourcing se ukvarja s štirimi nalogami, ki so, kako zaposliti ljudi, kaj lahko ti storijo, kako združiti prispevke in kako se lotiti zlorab, ki lahko pri tem nastanejo. Crowdsourcing skuša zgraditi splošne crowdsourcing platforme, ki se lahko uporabijo pri ustvarjanju 'crowdsourcing' aplikacij na mnogih področjih, s čimer se z veliko hitrostjo gradijo zbirke podatkov.[2]
- Crowdsourcing je z vidika kolaboracije na svetovnem spletu vrsta aktivnosti sodelovanja na spletu, v kateri posameznik, ustanova, neprofitna organizacija ali podjetje predlaga, da bi skupina številnih, heterogenih posameznikov z različnimi znanji,  preko odprtih razpisov prostovoljno sodelovala pri nekem problemu. Problem vsebuje spremenljive kompleksnosti in modularnosti, ki jih mora množica crowdsourcarjev upoštevati, hkrati pa morajo doprinesti svoje delo, denar, znanje in/ali izkušnje, katere so vzajemno koristne dobrine. Uporabnik bo zadovoljen, glede na to kaj išče, pa naj bodo to gospodarski problemi, odobravanje, samozavest ali razvoj posameznikovih lastnosti. Crowdsourcer pa medtem tiste aktivnosti, ki jih od uporabnika pridobi, uporabi in oblikuje v njihovo korist.[1]
- Crowdsourcing nastane, ko podjetje ali ustanova prenese funkcijo, ki so jo nekoč opravljali zaposleni  v zunanje izvajanje nedoločeni in na splošno veliki mreži ljudi v obliki odprtega razpisa. Razpis je lahko tako vobliki skupinske medsebojne produkcije ali pa individualno.  Temeljni pogoj je uporaba javnega razpisa, in velike mreže potencialnih delavcev [4]
- Po Shirky-ju je 'crowdsourcing' fenomen, kjer posamezniki sodelujejo na spletu kot virtualna množica. Crowdsourcing sestavljajo posamezniki, kjer vsak od njih naredi neki manjšo nalogo, skupek njihovega dela pa predstavlja nek večji cilj, in sicer skupno dobro. Najbolj znan primer je Wikipedija, ki jo soustvarja milijone prostovoljcev. Crowdsourcing se povezuje z naslednjimi pojmi: spletna kolaboracija, virtualno prostovoljstvo, splet 2.0, znanje množic. V ospredju so načini, kako lahko dejanja skupine naredijo veliko več kot le posameznik. Takšne kolaboracije delujejo zato, ker posamezniki to radi delajo oziroma to hočejo delati. Sistem Wikipedije deluje na naslednji način: nekdo ustvari članek, za katerega meni, da na Wikipediji mora obstajati, vendar mu o tem ni treba vedeti vsega. Njegovo delo potem bralci lahko dopolnjujejo, popravijo obstoječ članek, dodajo vire in zunanje povezave ali le popravijo slovnične napake.[5]

Pri crowdsourcingu gre predvsem za medsebojno sodelovanje posameznikov na spletu, ki s svojimi znanji in izkušnjami sodelujejo pri razrešitvi širšega problema. Crowdsoursing gradi platforme, ki se uporabljajo na mnogih področjih za ustvarjanje crowdsourcing aplikacij na več področjih, s čimer se zelo hitro gradijo zbirke podatkov. Crowdsourcing je lahko tudi aktivnost, ki jo posameznik, ustanova, neprofitna organizacija ali podjetje predlaga, v namen, da bi skupina posameznikov preko odprtih razpisov prostovoljno sodelovala pri problemu.

## Prevodi v slovenščino
Pri prevodu besede oziroma pojma crowdsourcing naletimo na problem, saj ni nobenega konkretnega prevoda ali kakšnega bolj strokovnega, relevantnega vira, ki bi podajal ustrezen prevod tega pojma v slovenščino. Pojavlja se nekaj primerov, ki se jih zasledi na različnih spletnih straneh in spletnih forumih. Edini trenutno pravi in uradni vir prevoda te besede je Slovar informatike, ki prevede pojem crowdsourcing kot množično zunanje izvajanje in je torej trenutno ta prevod najbolj relevanten in primeren. Poleg njega pa se najdejo na spletu tudi drugi primeri in poskusi prevodov, kot so:
- moč množic[7]
- množično izvajanje [8]
- množično povezovanje
- množično sodelovanje
- znanje množic
- vpreženje množice[9]
- množicanje [10]

Izmed virov, ki so navedeni poleg prevodov, je razvidno, da je pravilen in splošno uporabljan prevod te besede v slovenščino zelo težko najti oziroma uradno sploh še ne obstaja, edini uraden vir je v našem primeru Slovar informatike. Tudi v večini slovenskih virov, tako spletnih kot drugih, se še vedno uporablja angleški izraz, ki je podan opisno, z definicijo, da se ga lažje razume.

## Zgodovina crowdsourcinga
Na spletu je dostopnih veliko člankov o sodelovanju ljudi in pridobitev njihove moči iz določene skupine množic oziroma kako priti do njihovega opolnomočenja (empowerment). V veliki večini pa se crowdsourcing uporablja na gospodarski ravni ter na ravni izvajanja različnih vrst eksperimentov z velikim številom udeležencev. Današnji oz. moderni crowdsourscing je v močni povezavi s spletom oziroma s terminom Splet 2.0. Najbolj razvidna zgodovina oz. genealogija crowdsourcinga je razvidna v knjigi »Getting results From Crowds«, v kateri je opisan celovit pregled crowdsourcing storitev zbranih iz strani crowdsourcing strokovnjaka Rossa Dawsona. Ross Dawson v svojem delu opisuje različne tehnike in metode ustvarjanja crowdsourcinga ter tudi kdaj je primeren čas za ustvaritev crowdsourcinga ter njegov poslovni model. Iz zgodovine je razvidno, da crowdsourcing pripisuje moč množicam, omogoča njihovo sodelovanje na projektih, dogodkih ter eksperimentih različnih vrst. Zgodovina oziroma genealogija ali s slovenskim izrazom rodoslovje crowdsourcinga je najbolj razvidna po časovnici crowdsourcinga iz te knjige.  Začetki crowdsourcinga ter njegova offline komponenta segajo že v leto 1700. Bolj  natančno v leto 1714, ko je takratna britanska vlada ponudila »Nagrado za razdaljo« v vrednosti 20.000 L za zanesljivo metodo preračunavanja ladijskih razdalj. S tem so skušali motivirati skupino pomorščakov in ladjedelcev, da v zameno za nagrado, naredijo za tisti čas dovršeno ladjo, ki bo plula ogromne razdalje. Vlada je v sodelovanju z ladjedelci in pomorščaki posodobila svoje pomorske sile. Leta 1783 pa je francoski kralj Ludvik štirinajsti  ponudil nagrado za proizvodnjo alkalije iz morske soli. Ampak šele po osmih letih nagrado dobi  Nicholas Leblanc. Leta 1884 izide prva publikacija fascikla Oxfordovega angleškega slovarja, kateri je uporabil okoli 800 prostovoljnih bralcev za katalogiziranje besed.  Zanimivo tukaj je bilo, da se je udeležilo tolikšno število prostovoljcev, katerih naloga je bila umeščanje oz. katalogiziranje besed. Oxfordov angleški slovar je bil odvisen od le-teh prostovoljcev saj jim je le z njihovo (po)močjo uspelo priti do končnih in uspešnih rezultatov. Leta 1916 je podjetje Planters Peanuts priredilo tekmovanje za oblikovanje njihovega logotipa. Ponovno, kot v primeru »nagrade za razdaljo« se je za tekmovanje prijavilo kar nekaj ljudi. Namen samega tekmovanja je bil, kdo bo izoblikoval boljši logotip za podjetje. Kot zanimivost zmagal je 14 letni Antonio Gentile. Leta 1957 je bil Jorn Utzon izbran za zmagovalca na oblikovalskem tekmovanju za opero v Sydneyju. Leta 1979 pa Tim in Nina Zagat ustanovita podjetje Zagat Survey in kasneje vodič ocenjenih restavracij, ki je bil prvotno osnovan  iz pregledov njunih prijateljev, kasneje pa s pomočjo širše skupnosti. V letu 1981 publikacija tretjega »Lonely Planet« potovalnega vodiča preide v obdobje, ko začnejo prispevati sami uporabniki, nasvete in popravke pa začnejo objavljati neodvisni popotniki. Leta 1996 je bila ustanovljena Hollywood-sko delniška menjava z namenom, da kupuje in prodaja delnice napovedanih  filmov, igralcev, režiserjev in filmsko povezanih možnosti. Leta 1997 pa je rock skupina Marillion zbrala 60.000$ prispevkov s pomočjo spleta od oboževalcev, da so lahko financirali svojo turnejo po Ameriki.
Do leta 1998 se je Crowdsourcing pojavljal samo v offline obliki. Prehod iz offline oblike v online obliko pa predstavlja leto 1999, ko Elance prvič predstavi kot večji spletni servis na trgu, ki je povzet po HRB članku leta 1998. Leta 2000 podjetje Procter and Gamble CEO A.G. Lafley napove načrt za ustvarjanje 50 % raziskav in razvoja izven družbe. Podjetje JustGiven ustanovi platformo za zbiranje denarja za dobrodelne namene. 2001 Wikipedija postavi temelje za bolj  strukturirano Nupidijo. Podjetje InnoCentiver, ki je bilo ustanovljeno  od Eli Lilly prične delovati kot posrednik med množico registriranih uporabnikov in zunanjim področju raziskav in razvoja v farmacevtskih podjetjih. Sledi preskok v leto 2003 kjer, oDesk  pričel s kontroliranjem oddaj tako, da se je bilo potrebno pred ogledom oddaje prijaviti. Ministrstvo za obrambo ZDA prične z analizo politike trga za napovedovanje dogodkov, vendar jo po velikih kritikah glede terorizma  zapre. 2004 se zgodi objava knjige Jamesa Surowiecki  The Wisdom of Crowds, ki populizira idejo o »kolektivni modrosti«. 2005 Amazon.com objavi microtask platformo Mechanical Turk, katera je bila v osnovi razvita za notranje odkrivanje podvojenih izdelkov. Sam izraz crowdsourcing je bil prvič uporabljen junija 2006 v reviji Wired, skoval pa jo je Jeff Howe po zgledu besede outsourcing in jo zapisal v svojem članku The Rise of Crowdsourcing. Lahko rečemo, da je crowdsourcing nekakšno nadaljevanje tistega, kar je v začetku pomenil pojem outsourcing. Če je outsourcing pomenil vključevanje zunanjih sodelavcev v projekt, crowdsourcing tako pomeni vključevanje številčno neomejene množice. Beseda crowdsourcing se je najprej uveljavila v poslovnem svetu kot eden od možnih poslovnih modelov za podjetja. Nekatera inovativna podjetja so crowdsourcing izbrala kot svoj osnovni poslovni model, nekatera pa zgolj kot dopolnilo svojemu sicer tradicionalnemu poslovnemu modelu. S pomočjo crowdsourcinga namreč za razmeroma malo sredstev dobijo zelo pomembne ideje in informacije, ki bi jih sicer stale veliko denarja. Ta poslovni model so najprej uporabila predvsem podjetja s področja oblikovanja. Primera takšnih podjetij sta Threadless in iStockphoto. Poleg tega pa se crowdsourcing uspešno uporablja tudi na področju znanstvenega raziskovanja in razvoja. Takšen primer je podjetje InnoCentive. Čeprav danes crowdsourcing povezujemo predvsem z internetom, je bilo to, kar je postalo znano pod tem izrazom, mogoče zaslediti že pred izumom interneta, celo mnogo pred pojavom kanalov za množično komuniciranje. Poznamo kar nekaj zelo starih primerov, ko so se ljudje prostovoljno in množično odzvali ter pomagali doseči nek cilj. Verjetno najstarejši znan primer crowdsourcinga sega še v čas Babilona. In sicer je na principu crowdsourcinga temeljil njihov sistem zdravstvene oskrbe. Po grškemu zgodovinarju Herodotu naj bi Babilonci, ker še niso poznali zdravniškega poklica, svojega bolnega svojca prinesla v mestno središče in ga tam pustili. Nato pa naj bi vsak mimoidoči, ki je morda imel kakšne izkušnje z boleznijo ali je o njej kaj vedel, bolniku svetoval kaj naj naredi, da bo ozdravel.

## Tipi crowdsourcinga

### Množično glasovanje (crowdvoting)
Množično glasovanje ali crowdvoting nastane, ko spletna stran zbira mnenja in presojanja o določeni temi, s pomočjo velikih skupin. Iowa Electronic Market napoveduje trg, ki združuje poglede množice na politiko in tako zagotovi točnost udeležencem, ki so plačali za nakup in prodajo pogodb, ki temeljijo na političnih izidih.
Pri Threadless.com so izbrali določene modele majic, za katere so uporabniki glasovali in katere bodo kasneje natisnjene ter na voljo za nakup. Zato je kljub majhnemu podjetju, na tisoče članov pripomoglo k uspešnemu modelu majic, za katere so glasovali in ki jih je podjetje na koncu ponudilo na trgu. Ni bilo podjetje tisto, ki je izdelek ustvarilo ampak ga je zares ustvarila množica.
Najbolj znani primeri, ki so uporabili socialne medijske kanale: Domino's Pizza, Coca Cola, Heineken in Sam Adams. S pomočjo crowdsourcinga so tako ustvarili novo pico, oblikovali steklenico, pivo ali napisali pesem.

### Ustvarjalna dela množičnih virov (crowdsourcing creative work)
Crowdsourcing ustvarjalnega dela je lahko izvor za ustvarjale projekte, kot so grafično oblikovanje, arhitektura, oblikovanje oblačil, pisanje, ilustracija...

### Množično financiranje (crowdfunding)
Crowdfunding ali množično financiranje je vlaganje majhne vsote denarja v podjetja ali projekte, s strani več ljudi, ki navadno poteka prek interneta.
V času vedno hujše recesije, množično financiranje manjšim podjetnikom ponuja priložnost za uspeh, in sicer tako, da na nov način celotnemu svetu predstavijo svoje podjetje in svoje projekte. Obratno kot pri običajnih finančnih vlaganjih, pa v projekte množičnega financiranja vlaga splošna javnost. Kljub temu pa ponekod vlaganje v projekte ni neomejeno. V mnogih državah je namreč omejeno število zasebnih vlagateljev v družbi, ki pomembno vplivajo tudi na množično financiranje, in sicer tako, da omejujejo zunanje ponudbe. Po novi uredbi, ki v ZDA velja od 1. januarja letos, bodo imele družbe, ki zbirajo finančna sredstva, na voljo širšo bazo vlagateljev. V prejšnji uredbi so zahtevali, da so vlagatelji »pooblaščeni« investitorji, glede na novo uredbo pa so investitorji lahko tudi zaposleni na socialnih omrežjih.
Profil ustvarjalcev nekega projekta navadno vsebuje kratek video, uvod v njihov projekt, seznam nagrad za posamezno donacijo ter nekaj slik za izdelavo. Ustvarjalci morajo ustvariti profil s prepričljivim sporočilom, ki bo prepričalo vlagatelje. Vsak takšen projekt ima določeno točno vsoto denarja, ki ga zbira, in fiksno število dni. Ko začnejo s projektom, se nato to fiksno število dni odšteva, zbrani denar pa spodbuja vlagatelje, da sledijo projektu in njegovemu uspehu.
Obstaja več spletnih strani, na katerih lahko posamezniki varno zaprosijo za denar ali pa tega varno vlagajo. Med takšne spletne strani lahko štejemo Kikstarter, Indiegogo, Rockethub in Rock The Post. Znano orodje za množično financiranje je Kickstarter, ki je tudi največja spletna stran za financiranje kreativnih projektov. Leta 2011 so na spletni strani zbrali več kot 100 milijonov dolarjev za projekte iz sveta glasbe, filma, umetnosti, tehnologije, dizajna, hrane, publicitete in ostalih smeri, kljub temu da Kickstarter deluje na principu »vse ali nič«. To pomeni, da mora ustvarjalec projekta doseči svoj finančni cilj še preden poteče njegov čas za to. Nedavno pa je svojo spletno stran za množično financiranje dobila tudi odrasla industrija, in sicer s spletno stranjo Offbeatr. Ta spletna stran omogoča, da vlagatelji podpirajo projekte, ki jih zanimajo, brez da bi vanje vložili finančna sredstva. Prav tako pa lahko pornografski ustvarjalci svoje projekte prodajo neposredno na Offbeatr.

### »Modrost množice«
Modrost množice (wisdom of the crowd) je četrti tip množičnih virov. Ta tip zbira ogromne količine informacij in jih agregira, da bi pridobil popolno in točno sliko določene teme. Predpostavka tega tipa množičnih virov je, da je skupina ljudi v povprečju bolj pametna kot posameznik. Ideja kolektivne inteligence je posebej efektivna na internetu, saj lahko ljudje z različnimi ozadji prispevajo ob enakem času v isti forum.
Spletna aplikacija iStockPhoto dovoljuje ljudem, da prenašajo svoje fotografije na splet in jih tudi kupujejo za nizke cene. Stranke lahko kupijo fotografije preko kreditov, tako da fotografi pridobijo majhen zaslužek. Zbirka slik je določena z množično zahtevo skupine po nizkih cenah.
V februarju 2012, je izšla aplikacijska igra, ki izbira delnice, imenovana Ticker Picker Pro. Ta uporablja modrost množice pri množičnih virih, saj ustvarja zavarovalniški sklad, ki kupuje in prodaja delnice, glede na ideje, ki prihajajo iz igre. Te ideje množičnih virov, ki prihajajo od tako velikega števila ljudi, bi lahko pomagale nekomu izbrati najboljše delnice glede na idejo, da so kolektivne ideje boljše kot ideje posameznika.
James Surowiecki v The Wisdom of Crowds pojasnjuje mehanizme, zaradi katerih so množice v določenih okoliščinah izjemno inteligentne, saj lahko njihovi dosežki močno presegajo zmožnosti najbolj sposobnih posameznikov, ki jih sestavljajo. Čeprav v množici nihče sam zase ni sposoben velikih dosežkov, lahko s pravimi mehanizmi sprejemanja skupnih odločitev, množica dosega izjemne rezultate. Pametna množica je po Surowieckiju tista, ki zna konstantno reševati probleme bolje kot njeni posamezni član, kar je predvsem posledica večje kolektivne agregacije znanja in manjše pristranskosti pri sprejemanju odločitev.

### Mikrodelo (microwork)
Mikrodelo je izraz, ki najbolj pogosto opisuje naloge, za katere ni bil narejen noben učinkovit računalniški algoritem in za njihovo zanesljivo dokončanje zahtevajo človeško inteligenco. Platforma podpira trajnostni razvoj in pomaga ljudem do njihovih prihodkov v tveganih okoliščinah. Uporabniki so plačani (v manjših vsotah), da izvedejo in dokončajo določeno nalogo, za katero zaprosi nek drug uporabnik. Ideja mikrodela je usposobitev revnih za delo. Njegove naloge pa se sicer med seboj zelo razlikujejo. Uporablja se ga lahko v kriznem komuniciranju (prevajanje urgentnih sms sporočil med potresno katastrofo na Haitiju), prav tako služi za ustvarjanje internetnih voščilnic ali za analiziranje Googlovih zemljevidov, tudi za transkripcije besedil. Ena najbolj znanih takšnih platform je Amazonov Mechanical Turk, katerega tipične naloge so kratki prevodi in iskanje informacij na spletu. Podoben Mechanical Turku je prav tako kitajski Witkey, ki vsebuje spletne strani kot sta Taskcn.com in k68.cn.
Na žalost pa pri mikrodelu lahko pride tudi do njegove zlorabe pri raznih raziskavah, anketah ali pri pošiljanju nezaželenih sporočil. Nekateri ga uporabljajo za pridobivanje všečkov na Facebooku oz. sledilcev na Twitterju, spet drugim je v pomoč za boljšo optimizacijo njihovih spletnih strani.

### Napeljevanje nagradnih iger (inducement prize contest)
Spletno osnovane ideje tekmovanj] ali napeljevanje nagradnih iger, so pogosto sestavljene iz splošnih idej, denarnih nagrad in platform, ki temeljijo na internetu. Slednje omogočajo olajšanje novih zamisli za razpravo. Primer teh tekmovanj je IBM-ov 2006 »Innovation Jam«, ki se ga je udeležilo več kot 140.000 mednarodnih udeležencev in prinaša okoli 46.000 idej. Zdi se, da so ideje povezane s tekmovanji, obetavno orodje za crowdsourcing in odprte inovacijske procese. Aktivno sodelovanje potencialnih uporabnikov je ključ do uspeha. Drug primer je Netflix Prize leta 2009. Ideja je bila, da množica pripravi priporočila glede algoritma bolj natančno kot je Netflix-ov lastni algoritem. Primer konkurence crowdsourcinga je tudi DARPA baloon eksperiment iz leta 2009, v katerem DARPA postavi oz. razvrsti 10 balonov na lokacije po vsej ZDA in nato spodbuja ekipe, da tekmujejo kdo bo prvi poročal o lokaciji vseh balonov.
Podoben izziv je bil Tag Challenge, ki je zahteval iskanje posameznikov v petih mestih v ZDA in v Evropi, čas za iskanje pa je bil omejen na 12 ur. Pri tem izzivu naj bi šlo za pet tatov draguljev, ki so na begu in iščejo zatočišče v petih različnih mestih po vsem svetu. Njihova imena in izgled so neznani. Vse kar je znano je, da tatovi nosijo obarvane majice s kratkimi rokavi, na katerih je natisnjen logo in skrivna koda. Vse to se zdi skrajno nemogoče, vendar je ekipi, ki jo je vodil Manuel Cebrian, izziv uspelo rešiti v odmerjenem času, našli pa so tri osumljence. Enega v Washingtonu, drugega v Bratislavi in tretjega v New York City-u. K temu je pripomoglo spodbujanje družbenih medijev in crowsourcing. »Tag Challenge« je bil organiziran z namenom, da prikaže, kako lahko socialni mediji pomagajo zveznim agencijam slediti pravim kriminalcem.
Odprte inovacijske platforme so zelo učinkovit način crowdsourcinga idej in misli ljudi, za nadaljnje raziskave in razvoj. Crowdsourcing je spletno porazdeljeno reševanje problemov, prav tako pa je proizvodni model, ki se pojavlja v zadnjih letih. Znani primeri proizvodnega model vključujejo Threadless, iStockphoto, InnoCentive, Goldcorp Challenge in uporabniško ustvarjeno oglaševanje tekmovanj. Crowdsourcing je model, ki združuje talent, vplivno iznajdljivost ob hkratnem zmanjševanju stroškov in časa, ki so sicer potrebni za reševanje problemov. Crowdsourcing je omogočen le s pomočjo tehnologije na spletu in je ustvarjalen način interaktivnosti uporabnikov. InnoCentive družba oz. podjetje je tako crowdsourcing platforma za podjetne raziskave in razvoj, ki se nanašajo na težke znanstvene probleme. Njihov namen je odkriti odgovore in osvojiti denarno nagrado v vrednosti od 10.000 do 100.000 $ na izziv.
InnoCentive družba je vodilna v Walthamu, MA in Londonu, pri zagotavljanju dostopa do milijonov znanstvenih in tehničnih strokovnjakov iz vsega sveta. Družba trdi, da je stopnja uspešnosti 50% pri zagotavljanju uspešnih rešitev, za prej nerešene znanstvene in tehnične težave. IdeaConnection.com izziva ljudi, da bi prišli do novih izumov in inovacij, NineSigma.com pa povezuje odjemalce s strokovnjaki z različnih področij. X Prize Foundation ustvarja in deluje spodbujevalno na tekmovanja, kjer lahko posameznik osvoji med 1.000.000 $ in 30.000.000 $ za reševanje izzivov. Predsednik in izvršni direktor podjetja X Prize Foundation je Dr. Peter H. Diamandis. Še en primer crowdsourcinga je Local Motor. Gre za skupnost 20.000 avtomobilskih inženirjev, oblikovalcev in navdušencev, ki tekmuje za izgradnjo »offroad rally« tovornjakov.

### Implicitni množični viri (implicit crowdsourcing)
Crowdsourcing lahko razumemo eksplicitno, kot tudi implicitno. Eksplicitni crowdcourcing uporabnikom omogoča sodelovanje pri ocenjevanju, deljenju in gradnji različnih specifičnih nalog. Implicitno pa po drugi strani pomeni, da uporabniki rešujejo problem, kot stranski učinek nečesa drugega, kar opravljajo. Implicitni crowdsourcing lahko zavzema dve obliki: samostojno ali oprtno. Samostojna oblika ljudem omogoča reševanje problemov, kot stranskih učinkov, kar opravljajo, medtem, ko oprtna oblika jemlje informacije od neke tretje strani, ki zbira informacije.
Implicitni množični viri so manj očitni, saj uporabniki ne vedo nujno, da prispevajo, med tem, ko so lahko zelo učinkoviti pri delu, ki ga opravljajo. Vključuje uporabnike, ki delajo neko drugo opravilo, kjer tretja stranka pridobi podatke določene tematike, ki temelji na uporabnikovemu delovanju.
Dober primer implicitnih množičnih virov so ESP igre, kjer uporabniki skušajo uganiti, kaj predstavljajo določene slike in jih nato označijo. Te oznake so nato uporabljene pri označevanju slik na Googlu. Druga priljubljena uporaba implicitnega crowdsourcinga je CAPTCHA, ki prosi ljudi za reševanje določene naloge za dokazovanje, da so ljudje in ne računalnik.
Oprtni množični viri se opazijo predvsem pri spletnih straneh, kot je Google, ki hrani podatke uporabnikov, kot je iskalni niz in odpiranje spletnih strani, zato da bi s tem odkrili ključne besede za oglase, pravopisne popravke in sopomenke. Na ta način uporabniki nenamerno pomagajo pri modifikaciji obstoječih sistemov, kot je Googlov AdWords.

## Crowdsourcing orodja/storitve

### Tipologija
Različni avtorji govorijo o različnih tipologijah, po katerih lahko razvrščamo crowdsourcing orodja/storitve.

#### Tipologija množic
Nicholas Carr je tipologijo množic razdelil na:
- Množica družbene produkcije: sestoji iz velike skupine posameznikov, ki nudijo svoje specifične sposobnosti za pomoč pri kreiranju nekaterih produktov, kot na primer Wikipedia ali Linux.
- Ocenjevalna množica: deluje kot raziskovalna skupina, ki nudi sodbe o nekaterih kompleksnih zadevah, ki so v nekaterih primerih bolj natančne od sodb posameznikov.
- Množica za rudarjenje podatkov: velika skupina, ki preko svojih akcij, a pogosto brez eksplicitnega vedenja njenih članov, proizvaja nabor vedenjskih podatkov, ki se jih lahko zbere in analizira za namene vpogleda v vedenjske ali tržne vzorce (primer: množica, ki napaja Googlov iskalni algoritem in Amazonov sistem predlaganih izdelkov).
- Mreženjska množice: skupina, ki izmenjuje informacije preko skupnega komunikacijskega omrežja, kot je telefonsko omrežje ali Facebook ali Twitter.

Clay Shirky je predlagal še peti tip množice:
- Transakcijska množica: skupina, ki se uporablja za sprožanje in koordinacijo tistega, kar je pretežno le point-to-point transakcija. Takšne množice na primer zbirajo Match.com, eBay, Innocentive, LinkedIn in podobne storitve.

Dodatne predlagane kategorije:
- Dogodkovna množica: skupina, ki se organizira preko online komunikacije za določen dogodek, ki se bo odvil v online ali resničnem svetu in ima lahko politične, družbene, estetske ali druge namene.
- Množica virov: skupina, ki jo najbolje predstavljajo platforme za množično financiranje (Crowdfunding, kot so na primer Kickstarter, Kiva in Indiegogo. Te platforme agregirajo majhne prispevke za dokončanje projektov. Omogočajo sodelovanje pri financiranju projektov, ki bi bili drugače nedostopni za povprečnega posameznika, ki želi prispevati. Hkrati pa proizvajajo tudi financiranje potrebno za proizvajalce, ki pred obstojem takšne platforme ne bi bili zmožni zbiranja sredstev. Moč se torej skriva v agregaciji majhnih prispevkov velike množice.

#### Participativna in povabilna tipologija
Jeffery Philips participativno in povabilno tipologijo definira skozi:
- Sugestivno participativno (ang. Suggestive Participative)

Sugestivno participativne storitve so tiste, na katerih lahko vsi objavijo svoje prispevke, ki so kakorkoli povezane s tematiko storitve. Spodbuja se medsebojna komunikacija in oblikovanje skupnosti. Primer take storitve je Dellova storitev Idea Storm.
- Sugestivno povabilno (ang. Suggestive Invitational)

Sugestivno povabilne storitve spodbujajo uporabnike k sodelovanju preko izzivov. Večinoma gre za kratkotrajnejša obdobja sodelovanja, v katerem se poudarja skupinsko delo, ki pripelje do želenega cilja oz. potrebne rešitve. Primer take storitve je AMP's IdeaLab
- Direktno povabilno (ang. Directed Invitational)

Dogajanje in sodelovanje v direktno povabilnih storitvah je vnaprej določeno in strukturirano. Vsebina je specifična, uporabniki pa so strokovnjaki na svojem področju. Primer take storitve je Procter & Gamble storitev Connect and Develop.
- Direktno participativno (ang. Directed Participative)

Pri direktno participativnih storitvah k razpravi o določeni tematiki spodbujajo sponzorji storitve. Sodelujejo lahko vsi zainteresirani, a morajo biti njihovi prispevki vezani na razpravljajočo tematiko. Večinoma gre za mnenja uporabnikov ali njihove ideje glede storitev. Primer take storitve je AMP Bank IdeaLab.

#### Motivacijska tipologija
Derek Smith in drugi (2013) prepoznavajo tri tipe crowdsourcinga v povezavi z motivacijo udeležencev: temelječe na nalogi (angl. Task-based),  temelječe na delavcih (angl. Employe-based) ter izmenjavi informacij (angl. Information-exchange).
Pri tipu, ki temelji na nalogi (angl. Task-based), udeleženci opravljajo specifično nalogo ali vrsto nalog. Med udeleženci, kjer po navadi ne obstaja nikakršno razmerje, ugotavljajo naslednje motivacijske zagone: takojšnje finančno plačilo za različno velike količine, izboljševanje spretnosti, užitek, zabava ter občutek skupnosti. V tem tipu crowdsourcinga so po navadi naloge povezane z elektroniko, oblikovanjem, izdelki digitalnih medijev, majicami, grafiko, oglaševanjem in spletnimi stranmi.
Udeleženci so v tipu, ki temelji na delavcih (angl. Employe-based) zaposleni s strani gostitelja (v tem primeru podjetja). Pri tem tipu Smith in drugi ugotavljajo, da udeleženci vidijo motivacijo predvsem pri takojšnjih izplačilih nagrad in priznanj, kariernih napredovanj in strokovnemu razvoju. V tem tipu crowdsourcinga so po navadi naloge povezane z iskanjem novih idej in jezikovnimi prevodi.
Izmenjava informacij (angl. Information-exchange) predstavlja tip crowdsourcinga, kjer udeleženci iščejo ali pa ponujajo tehnične informacije (vloga se lahko spreminja). Poleg tehničnih informacij pa nekatere naloge zahtevajo tudi ustvarjalnost. Motivacija se kaže v dostopu do tehničnih strokovnjakov, ki rešujejo nastale težave, učenju, zabavi ter občutkom skupnosti.

#### Ekonomija globalnega znanja
Ross DawsonRoss Dawson govori o ekonomiji globalnega znanja, ki je kot tipologija sestavljena iz:
- Porazdeljenih inovacijskih platform: Ugotovili so, da več kot polovica ljudi ki je rešila izzive, za spodbujanje že vedo odgovore na vprašanja. Zakaj bi potem morali ponovno rešiti problem, če lahko najdejo nekoga ki že pozna odgovore.
- Idejne platforme: Včasih se teh platform ne vidi, vendar pa so to platforme, kjer ljudje znotraj organizacij pogosto vložijo ideje oziroma predloge, ki zmanjšajo porabo, ustvarijo nov izdelek, novo storitev, izboljšajo proces in konstantno urejajo svoje predloge. Velikokrat te predlogi postanejo inovacije, ki omogočijo napredek posamezne organizacije.
- Nagrade za inovacije: Vsakdo lahko svoje inovacije in ideje objavi, drugi pa glasujejo o teh idejah ter pripomorejo k idejni učinkovitosti same inovacije in pripomorejo k zmagi določene ideje inovacije, lastnik ideje pa prejme četrt milijona dolarjev.
- Napovedni trgi: Podjetja, ki prodajajo programsko opremo zelo težko predvidijo rast oziroma padec prodaje njihovih izdelkov. Na trgu programske opreme prihaja zaradi različnih razlogov do številnih nihanj. Prodajalci programske opreme v veliki večini podajo veliko bolj natančne napovedi rasti oziroma padanja prodaje programske opreme, zato so veliko bolj zanesljivi.
- Konkurenčne platforme: DesignCrowd, Crowdspring in Guerra Creativa (Ross Dawson Blog).

#### Znanost (znanje) prebivalcev
Wiggins in Crowston ločita naslednje vidike tipologije znanosti prebivalcev:
- Akcija (ang. action)
- Zaščita (ang. conservation)
- Proučevanje (ang. investigation)
- Virtualnost (ang. virtual)
- Izobraževanje (ang. education)

Navedene kategorije se razlikujejo v primarnih ciljih in v pomembnosti fizične prisotnosti za sodelovanje.

#### Mikro, makro, finance, tekmovalnost
David Bratvold deli crowdsourcing na naslednje kategorije:
- Mikropravila (npr. Mechanical Turk)
- Makropravila (npr. Netflix)
- Skupinsko financiranje (npr. CrowdRise)
- Skupinsko tekmovanje (npr. 99designs, Launchsite)

### Orodja

#### Kickstarter
Kickstarter je največja svetovna socialna platforma za financiranje ustvarjalnih in kreativnih projektov, ki je bila ustanovljena leta 2009. Kickstarter je namenjen kreativnim posameznikom iz različnih področji, ki imajo idejo, a za njeno uresničitev nimajo dovolj sredstev. Finančna podpora projekom, ki se na platformi zbirajo, poteka preko mini investicij ali donatorstva. Če je ideja dobro marketinško promovirana in če v njej ljudje (potencialni donatorji) prepoznajo potencial, bo projekt tako lahko zbral potrebna finančna sredstva. Kickstarter od drugih podobnih storitev loči ideja oz. podjetniški model »vse ali nič«, v katerem posamezni projekt prejme finančna sredstva le v primeru, da svoje cilje doseže v predvidenem času. V letu 2011 je Kickstarter zbral preko 100 milijonov dolarjev za kreativne projekte iz različnih tematik (od glasbe in filma do oglaševalskih, tehnoloških in prehrambenih tematik).

#### CrowdRise
CrowdRise je inovativna storitev crowdsourcinga, ki je bila ustanovljena leta 2010. Gre za skupnost posameznikov, ki na spletu zbirajo sredstva za različne dobrodelne in druge namene. Na CrowdRise-u lahko vsak posameznik (ali ne-profitne organizacije) brezplačno začnejo ali prenesejo svojo akcijo zbiranja denarja. Poleg učinkovite in brezplačne storitve CrowdRise ponuja tudi nove ter inovativne načine zbiranja sredstev, ki so razdeljeni v naslednje kategorije: dobrodelni teki, prostovoljstvo, rojstnodnevno ter poročno zbiranje sredstev v dobrodelne namene in drugi kreativni načini zbiranja sredstev. CrowdRise storitev je inovativna zato, ker ponuja nove načine zbiranja denarja, pa tudi preoblikovanje udeležencev v aktivne in uspešne spletne zbiratelje sredstev (preko točkovno-nagradnega sistema in t. i. igrifikacije. Ideja CrowdRise-a je, da bodo ljudje pogosteje prispevali sredstva, če bo sam postopek prispevanja postal bolj zabaven.

#### Amazon Mechanical Turk
Amazon Mechanical Turk  je zelo popularna storitev crowdsourcinga, saj je na njej registriranih že več kot pol milijona uporabnikov. Kot platforma od leta 2003 ustvarja trg enostavnih nalog, ki jih računalniki (še) ne morejo opraviti sami (kot npr. urejanje besedil, prepis zvočnega posnetka, izpolnjevanje anket, klikanje reklam ipd.). Ideja storitve je oblikovanje trga majhnih nalog za majhno plačilo, njen slogan pa nudenje »umetno umetne« inteligence. Storitev je namenjena potencialnim delavcem in naročnikom. Delavcem je preko storitve vsak trenutek ponujenih več kot 200 tisoč nalog, ki praviloma ne vzamejo veliko časa. Opravljeno delo je plačano, a to večinoma ne preseže vrednosti enega dolarja. Naročnikom (ki objavijo posamezno delo), pa storitev omogoča občutno zmanjšanje stroškov.

#### Xprize
Xprize  je eno najboljših orodij/storitev crowdsourcinga danes. Xprize je neprofitna organizacija, ki oblikuje in upravlja javna tekmovanja, ki imajo namen spodbujanja tehnološkega napredka v dobro človeštva. Misija Xprize-a je prenesti radikalne preboje v benefit človeštva preko motiviranega tekmovanja. Spodbuja visoko profilirana tekmovanja, ki motivirajo posameznike, podjetja in organizacije vseh disciplin, da razvijajo inovativne ideje in tehnologije, ki pomagajo pri reševanju velikih izzivov, ki omejujejo človeški napredek.

#### Cofundos
Podobno orodje crowdsourcinga je Cofundos, ki pomaga pri realizaciji dobrih odprtokodnih sofwareskih idej tako, da priskrbuje platformo za diskusije in oplemenitenje ter z vzpostavljanjem procesa za organiziranje prispevkov in zanimanja različnih interesnih skupin.
Cofundos temelji na spodnjih principih:
- Dostopno znanje in odprta koda
- Sloves in skupnost
- Pravičnost in zaupanje
- Velike spremembe se doseže preko malih korakov

Cofundos v praksi deluje tako, da nekdo objavi idejo projekta. To idejo ostali prediskutirajo, jo izboljšajo, prispevajo in ponudijo sredstva za njeno realizacijo. V naslednjem koraku specialisti ponudijo realizacijo te projektne ideje v določenem časovnem okviru in za določeno vsoto denarja. Za tem ponudniki glasujejo o sprejetju najboljše ponudbe. Ko jo izberejo, izbrani specialist realizira projekt. V naslednjem koraku ponudniki glasujejo o tem ali je bil projekt uspešno realiziran in če je bil, donirajo ponujeno vsoto sredstev izbranemu specialistu.

#### Ennovent
Ennovent pospešuje inovacije za trajnostni razvoj na trgih z nizkim dohodkom. Ennovent deluje na globalni ravni z namenom raziskovanja, zagona, financiranja in povečanja najboljših inovacij. Ennovent predstavlja zanesljivo prihodnost ljudem z nizkim dohodkom.  Ljudje z nizkim dohodkom imajo omejen dostop do osnovnih dobrin, storitev in omejitev za dobavo dela, izdelkov ter storitev na trg. Poslanstvo Ennoventa je torej pospešiti inovacije za trajnostni razvoj na trgih z nizkim dohodkom.
Ennovent omogoča štiri glavne storitve svojim uporabnikom:
- Odkritje:  Poiskati in izbrati najboljše inovacije
- Zagon: Razviti in izboljšati poslovne modele
- Financiranje: Omogočiti financiranje podjetjem
- Prilagajanje: Povečati delovanje in imeti trajni vpliv

Ennovent ima namen prodreti na globalni trg, trenutno pa se ukvarjajo predvsem z Indijskim trgom.

#### NineSigma
NineSigma je podjetje v polni lasti NineSigma Europe, ki ima sedež v Leuvenu v Belgiji. Z nekaj hčerinskimi uradi, ki se nahajajo v celotni regiji, pomagajo evropskim podjetjim graditi odprte inovacije s katerimi želijo povečalti dostop do novih možnih znanj, rešitev in moči. NineSigma Europe združuje skupino inovativnih strokovnjakov, ki zagotavljajo najvišjo profesionalno raven pri inovacijah odprtih produktov, storitev in praks. Njihov prodajni direktorij se nahaja na ozemlju, kjer opravljajo svoje storitve in tako lažje razumejo kulturo, kjer svoje storitve opravljajo. Njihovi programski menedžerji imajo širok razpon znanja in izkušenj v vseh večjih industrijskih sektorjih.

#### InnoCentive
InnoCentive je eno izmed vodilnih podjetij na področju crowdsourcinga, kjer ljudje iz celega sveta tekmujejo v zagotovitvi idej in rešitev za pomembne poslovne, družbene, politične, znanstvene in tehnične izzive. InnoCentive] ponuja 300.000 reševalcev iz 200 držav, skupaj pa so rešili že več kot 13 milijonov težav.  Med njihove partnerje se štejejo številna znana podjetja: AARP Foundation, Air Force Research Laboratory, Booz Allen Hamilton, Cleveland Clinic, Eli Lilly and Company, EMC Corporation, NASA, Nature Publishing Group, Procter and Gamble, Scientific American, Syngenta, The Economist, Thomson Reuters...

#### Indiegogo
Indiegogo je platforma za množično financiranje, kjer ljudje iščejo denar za svoje ideje. Indiegogo ponuja  brezplačno registracijo, vendar pa odvzema delež od pridobljenega denarja – 4% če pridobiš načrtovan znesek ter 9% za nenačrtovan znesek. Na voljo je kateremukoli uporabniku iz celega sveta, vse dokler ima ta uporabnik veljaven bančni račun. Uporabniki platforme Indiegogo so do sedaj zbrali že več milijonov dolarjev, z več kot 65.000 kampanjami v 211 državah.

#### GeniusRocket
GeniusRocket je ustvarjalna video agencija, zgrajena na principu crowdsourcinga. Leta 2007 so jo ustanovili Mathew Gross, Mike Ford, Nicco Mele, BoB Kiernan, Sally Ford in Joe Trippi, soustanovitelj pa je Mark Walsh. GeniusRocket je edino znano profesionalno podjetje, ki uporablja crowdsourcing v vodah video produkcije. Njihovo področje zajema predvsem video produkcijo, ki jo opravljajo zunanji sodelavci. Z drugimi besedami, so mešanica dveh močno različnih kreativnih modelov. Agencija priskrbi talent, ugodno ponudbo in hitrost, ki jo omogoča crowdsourcing, hkrati pa zagotavljajo kakovost, zasebnost in ustvarjalnost, ki jo je pričakovati od agencije svetovnega ranga. Agencija omogoča sodelovanje z briljantnimi umi okoli 600 ustvarjalnih strokovnjakov iz področij animacije, pisanja, kreativnosti ipd. Zagotavljajo uspeh, saj nadzorujejo vsak korak od nastanka projekta od ideje ter do končne prodaje in analize kampaneje.

#### Utest
Utest Inc. je podjetje za testiranje programske opreme. Družba s sedežem v Southborough, Massachusetts je bila ustanovljena avgusta 2007. Ustanovitela Doron Reuveni in Roy Salomon sta pričela z $ 2,3 milijona v izhodiščnih sredstvih Mesco doo in podjetja za tehnološki razvoj Massachusetts (Massachusetts Technology Development Corporation). Utest je zabeleženo kot prvo podjetje, ki je uvedlo preizkušanje v divjini (ang. in-the-wild testing) oziroma metodo zagotavljanja kakovosti, ki temelji na crowdsourcingu. Utest dopolnjuje globalna skupnost več kot 60.000 strokovnih preizkuševalcev programske opreme v 190 državah po svetu. Preizkuševalci preizkušajo programsko opremo na spletu, mobilnih in namiznih napravah pod vsakdanjim pogoji, kar je v veliko pomoč razvijalcem programske opreme. Podjetjem omogočajo hitrejši zagon aplikacije, pri nižjih skupnih stroških in z izboljšano zanesljivostjo delovanja. Danes sodelujejo z vodilnimi podjetji kot so: Google, USA Today, Zynga, Microsoft in The Container Store.

#### Top Coder
TopCoder je podjetje, ki upravlja tekmovanja v računalniškem programiranju. TopCoder vsakih štirinajst dni gosti spletna tekmovanja v programiranju - znane kot SST ali boji v eni rundi (ang. single round matches) - pa tudi tedenska tekmovanja v oblikovanju in razvoju. Delo v oblikovanju in razvoju proizvaja uporabno programsko opremo, za katero ima licenco za prodajo TopCoder, proizvajalci oziroma tekmovalci pa so plačani z deležem od prodaje. Programska oprema, ki nastane na tekmovanjih je po navadi subvencionirana s strani potencialnih uporabnikov. Poslovni načrt za TopCoder obsega več ciljev, npr. kot zaposlitveni center za programerje, ki se lahko izkažejo na njihovih tekmovanjih, kjer se predstavljajo potencialnim delodajalcem, delujejo pa tudi kot podjetje, ki za naročnike z outsourcingom oziroma crowdsourcingom izvaja projekte.

## Raziskave o crowdsourcingu
Pojav »crowdsourcing« ni bil zanimiv samo za posameznike, ki so se zapletli v takšne skupnosti, ampak tudi za različne raziskovalce. Tako se je na temo crowdsourcinga pojavilo ogromno raziskav, ki so se omenjenega pojava lotile iz različnih zornih kotov, odvisno od tega, kaj so raziskovalci želeli preučiti. Spodaj so tako predstavljene tri raziskave, katere rezultati lahko pridejo prav posameznikom ali večjim korporacijam, ki si želijo ustvariti omenjeno skupnost. Prva raziskava nam predstavi dva modela oblikovanja takšne skupnosti. Sledi raziskava, ki se je ukvarjala s pomenom nagrajevanja za čim bolj uspešno delo. Zadnja raziskava pa se ukvarja z učinkovitostjo podjetja Amazon Mechanical Turk (MTurk), katera se ukvarja z iskanjem pravih ljudi za pravo delo v omenjenih skupnostih.
Raziskava iz leta 2013 se je ukvarjala z vprašanjem, kakšna mora biti sestava takšne skupnosti, da je delo čim bolj učinkovito in produktivno. Omenjeni raziskovalci so skozi študijo različnih tovrstnih skupin prišli do dveh modelov, ki sta tako rekoč recept za uspešno in najbolj učinkovito delovanje skupine. Prvi model govori o pomembnosti štirih F faktorjev (Fun, Fulfilment, Fame in Fortune). To so faktorji, ki so potrebni za motivacijo takšnih skupnosti. Tako mora biti delo, za katerega sestavljamo skupnost, zabavno oziroma zanimivo (Fun). Omenjeno delo naj bo usmerjeno k uporabnosti, tako da bodo ljudje ob končanem delu imeli občutek notranjega zadovoljstva z dejstvom, da so naredili nekaj pomembnega za svet. Slava je v tem kontekstu mišljena kot 15 min slave za posameznika, ki je sodeloval v nečem pomembnem in bo ob tem predstavljen kot eden ključnih členov tega dosežka. Premoženje (Fortune) oziroma zaslužek je faktor, ki mora biti še posebej visok, če so ostali navedeni fakotrji šibki. Drugi model pa sestoji iz formule 90/9/1 na podlagi opazovanja virtualne skupnosti. Zanj je značilno, da sestoji iz 90% pasivnih posameznikov, ki samo spremljajo objave, 9 % delno aktivnih posameznikov, ki prebirajo objave in občasno tudi sami objavljajo ali komentirajo, in 1 % aktivnih posameznikov, ki redno komentirajo in objavljajo. Na podlagi tega pravi, da je za čim bolj učinkovito in produktivno skupinsko delo potrebno najprej zbrati 90 % posameznikov, ki so navdušeni nad tovrstno tematiko in bodo podali širok okvir, znotraj katerega se bo odvijalo delo. Nato je potrebno najti 1% kreativnih posameznikov, ki se bodo zakopali v delo in ideje spremenili v realnost. Tukaj pa preidemo še na zadnjih 9 % ljudi, ki sestoji iz navdušencev nad dobljenim produktom in so pripravljeni za testiranje in podajanje objektivnih ter subjektivnih mnenj, ki služijo za izboljšave in morebitne popravke.
Nekatere raziskave kažejo na to, da uporabniki svoja prizadevanja oz. rezultate svojega dela prilagajajo nagradam, ki se razlikujejo glede na sposobnosti uporabnikov. Analiza kaže, da sta intenzivnost konkurence in pogostost ponavljajočih tekmovanj med istimi uporabniki (»delavci«) ena najpomembnejših dejavnikov za napovedovanje zaslužka posameznikov. Ti medtem ko ponujajo rešitve tekmujejo med sabo, saj se hočejo pred ponudnikom naloge pokazati kot posameznik z veliko znanja. Kompetitivni trg uporabnika prisili, da se skozi čas zboljšuje, da pridobiva izkušnje, ki mu pomagajo pri nadaljnjih nalogah. Zato velja predvsem individualno ponujanje rešitev, saj je vrednost nagrade pri posamezniku višja, kot pri tistih, ki so videni kot neka skupnost. Povečanje števila vlog vodi v zmanjšanje vrednosti nagrade.
Kljub temu, pa vsaka opravljena naloga s strani množice ni nagrajena. V več primerih gre za to, da so ravno izkušnje in posameznikova potrpežljivost tisto, kar je s časom nagrajeno. Kot je vidno iz raziskav, je Wikipedia lep primer za to. Je odprt sistem, h kateremu svoje znanje prispeva širša množica. Wikipedia ima hierarhično strukturo, kjer imajo pripadniki določenega »sloja« svoje pravice in dolžnosti. Na sploh se uspešnost Wikipedije in njenih objav odlikuje v disciplinskem sistemu. Ta podeljuje nagrade za uspešno sodelovanje, posameznik se lahko povzpne tudi do administratorskega nivoja. Tisti, ki sidrnih pravil namenjenih vsem uporabnikom ne upoštevajo, pa hitro pristanejo na listi blokiranih uporabnikov. Zato je pomembno, da posameznik, ki sodeluje v »crowdsourcingu« pozna in sprejema pravila, saj so le ta nekakšen pogoj za nagrajevanje njegovega lastnega dela.
Avtorji nekaterih raziskav poskušajo raziskati izvedljivost vodenja spletne ocenjevalne uspešnosti interakcije med anonimnimi, nenadzorovanimi, plačanimi udeleženci, ki so zaposleni preko Amazon Mechanical Turk (MTurk). Online/Spletni trgi dela, kot so Amazon Mechanical Turk, zagotavljajo privlačno izhodišče za izvajanje eksperimentov na človeških subjektih, saj je enostavnost zaposlovanja, nizki stroški in raznolik skupek potencialov udeležencev omogočil obsežnejše izvajanje eksperimentov in hitrejše eksperimentalne roke v primerjavi z laboratorijskimi nastavitvami. Vendar pa, ker eksperimentator nima neposrednega nadzora nad okoljem in vedenjem udeležencev, je zaskrbljenost glede kakovosti podatkov, ki so bili zbrani v spletnih okoljih, upravičena.
Izvedli so tri uspešne poskuse za ocenitev treh, prej dobro preučenih modelov uporabniškega vmesnika. Vsak poskus so izvedli tako v laboratoriju kot na spletu z udeleženci, ki so zaposleni preko Amazon Mechanical Turk. Analiza rezultatov ni prinesla nobenih dokazov o  večjih ali bistveno različnih podatkih, ki so bili zbrani v dveh okoljih. Vse statistično pomembne razlike, ugotovljene v laboratoriju, so bile prisotne tudi v Amazon Mechanical Turku-u, prav tako pa je bila tudi velikost učinka podobna. Poleg tega ni bilo razlik v stopnji napak, doslednosti ali stopnji izkoriščanja mehanizmov novih interakcij, ki so bile uvedene v poskusih. Ti rezultati kažejo, da je lahko Amazon Mechanical Turk produktivno okolje za izvajanje uspešnosti ocenjevanja uporabniških vmesnikov.

## Kritike
Kar se tiče pojava »crowdsourcinga« gre zaznati veliko pohval, pozitivnih mnenj, hkrati pa je prisotnih tudi precej kritik. Medtem, ko se nekatere kritike nanašajo na ekonomski vidik ter kvaliteto objav, pa je zanemarjen etični vidik. V tem delu bodo predstavljene tehnike neetičnega obnašanja vodilnih pri »crowdsourcingu«, ne glede na to, ali to počnejo vedoč ali ne vedoč. Kritik crowdsourcinga je v stroki precej manj kakor hvale, pa vendar nekateri avtorji opažajo pasti spletnega delovanja množic. Najpogostejše kritike se nanašajo na to, da čeprav lahko crowdsourcing določenim ljudem, ki sodelujejo pri projektih, prinaša prihodke od dobička, drugim ljudem ta isti proces odvzema zaposlitev. Na primer, če so uporabniki na forumu boljši svetovalci glede popravila internetne linije kot zaposleni svetovalci, lahko slednji ostanejo brez službe. Kar pa ni vedno nujno slabo, saj je to naraven razvoj v sferi interneta. Ko so denimo nastali turistični spletni portali, na katerih so ljudje lahko rezervirali lete in apartmaje, je poklic potovalnih agentov postav nepotreben, vendar pa so se na ta način verjetno odprle priložnosti drugje. Edini problem pretiranega zanašanja podjetij na crowdsourcing, lahko nastane, ko morajo podjetja upravičiti velike investicije v razvoj tehnologij. Crowdsourcing je namreč zelo poceni način, kako priti do novih rešitev, vendar pa včasih to ni dovolj. Zato lahko podjetja, ki se ne zanašajo toliko na crowdsourcing, temveč vlagajo v tehnologijo, na dolgi rok preidejo v prednost pred tistimi, ki se tega poslužujejo.
Prav tako nekateri avtorji opozarjajo na to, da si podjetja, kadar izkoriščajo crowdsourcing, odrežejo največji kos pogače. Tisti, ki ponudijo platformo in ki spodbudi crowdsourcing pa lahko iz rezultatov tega procesa naredi produkte, od katerih ima profit. Lahko pa se zgodi, da uporabnikom za njihov prispevek ne plačajo niti centa, čeprav brez njihove pomoči ne bi imeli vsebine, torej ne bi bile tako zanimive in obiskane. Lep primer tega sta denimo Facebook in Youtube, ki živita od vsebin, ki jih nanj nalagajo uporabniki. Poleg tega se pri crowdsourcingu pojavlja tudi kritika različnih mnenj. Ugotovljeno je bilo namreč, da na spletu v večini aktivno sodeluje pretežno bela, višje izobražena populacija, pod 30. letom starosti. V tem primeru torej ne gre za rešitve, ki so najboljše za celotno populacijo, temveč za rešitve, ki najbolj ustrezajo zgoraj opisani skupini.

### Socialni inženiring
Veliko kritik crowdsourcinga pa se nanaša tudi na velik potencial spleta v smislu zlorabe in neetičnosti. Študije kažejo, da ljudje, ko so del množice in so v njej anonimni, odreagirajo drugače, kot bi sicer. Tehnike socialnega inženiringa so tako lahko uporabljene za manipulacijo ljudi z namenom, da opravljajo določeno delo ali pa za pridobivanje osebnih podatkov, katere nato zlorabijo – pogosto s krajo identitete.

### Testi preverjanja človečnosti
Druga tehnika je do določene mere povezana s prvo. Računalniški testi za ljudi so uporabljeni za preprečevanje avtomatiziranih strojev, tako imenovanih »botov«, ki so programirani, za opravljanje določenih del namesto ljudi. Kot mehanizem preverjanja je po navadi uporabljeno ne povesem razločno napisano besedilo, ki ga mora uporabnik prepisati, medtem ko »boti« tega niso sposobni storiti.

### Napadi in zbeži
Čedalje več spletnih strani in spletnih forumov zahteva od uporabnika vnos osebnih podatkov. Obstajajo pa tudi spletne strani, katerih cilj je drugačen. Tako želijo čim višjo stopnjo anonimnosti in teh podatkov ne zahtevajo. Pri takšnih spletnih forumih pa lahko prihaja do nevarnosti zlorabe, saj si je moč zgraditi lažno zaupanje drugih, ki ga lahko zlorabijo na različne načine.
Zaradi zgoraj naštetih pojavov, ki smo jim pogosto priča v življenju na spletu, je potrebno kritično gledati na etični vidik »crowdsourcinga«. Potrebno je slediti smernicam, kako ga izboljšati, raziskati trenutne etične meje ter v obzir vzeti, kako so trenutne strani, ki temeljijo na »crowdsourcingu«, sposobne postaviti etične standarde.

### Primeri zlorab crowdsourcinga: nerealne kritike
Spletne strani s kritikami oz. ocenami (restavracij, potovanj itd.) – kritike so velikokrat eden glavnih razlogov za ali proti nečemu (ogledu filma, odločanju o prehrani o tem, kam iti na dopust itd.). S pomočjo podkupovanja uporabnikov ali lastnikov spletnih strani, kjer so kritike pomemben del poslovanja, lahko podjetja nadzirajo kakšne kritike bo dobil njihov izdelek/storitev, in lahko tako ustvarjajo lažno sliko o dejanski kakovosti proizvodov oziroma storitev.

### Nadzor
Crowdsourcing se lahko izkorišča tudi za to, da se pripadnike določenih etničnih ali verskih skupin oz. marginalnih združb lažje nadzoruje s tem, da se iskanje določenih ljudi spremeni v računalniško igro ipd.

### Zbiranje informacij
Mnoge spletne strani zahtevajo veliko informacij o osebi (stan, prebivališče, šolo itd.), kar je lahko problematično, če se te informacije predajo v roke napačnim ljudem oziroma  v napačne namene (maščevanja, nadzor, izkoriščanje).

### Možne težave
Glavna težava je, da je crowdsourcing v neetične namene težko najti ter preganjati. Množica, ki opravlja majhne naloge, se namreč velikokrat ne zaveda, da so del večjega neetičnega projekta. Drugi problem pa je, da je sankcije s pomočjo zakonov na spletu težko izvajati, saj se ti nanašajo na meje države, internet pa je globalne narave.
Da bi se izognili težavam, ki jih lahko povzročijo zlorabe, je potrebno slediti smernicam, kako izboljšati »crowdsourcing«. Potrebno je raziskati trenutne etične meje ter vzeti v obzir, kako so trenutne strani, ki temeljijo na »crowdsourcingu« sposobne postaviti etične standarde. Potrebno je tudi začeti uporabljati metode za boj proti neetičnemu obnašanju. Tretja smernica je, narediti eksperimentalno analizo obnašanja sodelujočih pri »crowdsourcingu«, ko imajo pred seboj neetično nalogo.